# Mimosella gracilis
Mimosella gracilis är en mossdjursart som beskrevs av Walter Douglas Hincks 1851. Mimosella gracilis ingår i släktet Mimosella och familjen Mimosellidae. Inga underarter finns listade i Catalogue of Life.